# Зграда Симфонијског оркестра у Нишу
Зграда Симфонијског оркестра је смештена у најужем центру град Ниша, у улици Генерала Милојка Лешјанина 16 и представља заштићено непокретно културно добро као споменик културе.

## Историја
Зграда је подигнута 1902. године за потребе Нишке акционарске штедионице која је у то време била најснажнија банкарско-привредна институција у новоослобођеним крајевима Србије. Банка је овај објекат користила све до 1948. године када је и укинута. Од септембра 1960. године у зграду је смештен Симфонијски оркестар. Зграда је стављена под заштиту закона 1990. године.

## Архитектура
Објекат је приземан са већом спратном висином, оријентисан у правцу север-југ. Са источне стране зграда је слободна, без наслањања на суседни објекат Народног музеја. Са јужне стране је наглашен и избачен улазни део, са ниским степеништем, крај којег су на стубовима две фигуре жена у природној величини, као богиње плодности - знак богатства банке. Са обе стране улазног дела се налази по један велики прозор са металним решеткастим застором. У поткровљу је изведем декоративни фриз на венцу у дубоком рељефу са биљним и геометријским орнаментима.